# 414ª Brigata droni d'attacco
La 414ª Brigata autonoma sistemi aerei senza pilota d'attacco (in ucraino 414-та окрема бригада ударних безпілотних авіаційних систем?, 414-ta okrema bryhada udarnych bezpilotnych aviacijnych system) è un'unità delle Forze terrestri ucraine, nota con il nome di "Birds of Madyar" (in ucraino «Птахи Мадяра»?, «Ptachy Madjara», lett. "Uccelli di Madjar"), specializzata nell'impiego di droni d'attacco, SIGINT, guerra elettronica e ricognizione aerea.

## Storia
L'unità è stata fondata dall'uomo d'affari ucraino Robert Brovdi, sotto lo pseudonimo di "Madjar", in seguito al suo ingresso nei ranghi delle Forze di difesa territoriale alla vigilia dell'invasione russa dell'Ucraina il 7 febbraio 2022. Durante le prime fasi del conflitto Brovdi ha prestato servizio come capo plotone nella 241ª Brigata di difesa territoriale. Alla fine di aprile il suo reparto è stato inviato al fronte nella regione di Cherson, venendo subordinato alla 28ª Brigata meccanizzata; in questo periodo ha deciso di dedicarsi alla ricognizione aerea tramite l'uso di droni, costituendo la "Birds of Madyar", che sarebbe diventata col tempo una delle più efficaci unità di droni delle Forze armate ucraine.
A partire da novembre 2022 l'unità ha preso parte alla battaglia di Bachmut, sostenendo la difesa della città per 110 giorni fino a quando non ha ricevuto l'ordine di ritirarsi a marzo 2023. In seguito è stata espansa al rango di compagnia e trasferita alle dipendenze della 59ª Brigata motorizzata, svolgendo numerose missioni di combattimento sul fronte di Donec'k. Fra giugno e ottobre 2023 il gruppo tattico di compagnia ha partecipato alla controffensiva ucraina sul fronte meridionale, operando in particolare a sostegno della 35ª, 36ª, 37ª e 38ª Brigata fanteria di marina durante i combattimenti nell'area di Urožajne e Staromajors'ke. Fra ottobre 2023 e gennaio 2024 è stato invece impiegato nelle operazioni di sbarco presso il villaggio di Krynky sulla sponda sinistra del Dnepr, operando sempre a stretto contatto con le unità di fanteria di marina.
In seguito a questa stretta collaborazione, il 16 gennaio 2024 la "Birds of Madyar" si è quindi unita al Corpo della fanteria di marina ucraina, venendo riorganizzata nel 414º Battaglione droni d'attacco. All'inizio di luglio il battaglione è stato espanso al rango di reggimento, aprendosi al reclutamento di volontari e integrando inoltre unità specializzate nell'intercettazione dei droni nemici e nello sviluppo e implementazione di nuovi sistemi. All'inizio di dicembre 2024 il comandante Robert Brovdi ne ha annunciato l'ulteriore espansione in brigata, che è stata completata alla fine dell'anno, e il conseguente trasferimento alle Forze terrestri ucraine. A partire da gennaio 2025 ha preso parte alla difesa del settore di Pokrovs'k, cooperando con la 25ª Brigata aviotrasportata, la 32ª e la 155ª Brigata meccanizzata, la 59ª Brigata motorizzata e la 68ª Brigata cacciatori. L'8 maggio 2025 il comandante della brigata Robert Brovdi è stato insignito dal presidente ucraino Volodymyr Zelens'kyj del titolo di Eroe dell'Ucraina, la più alta onorificenza del paese, per i meriti conseguiti in combattimento.

## Comandanti
- Maggiore Robert Brovdi (aprile 2022 - giugno 2025)[13]
- Sottotenente Andrij Klymenko (giugno 2025 - in carica)[14]